# Little Saxham
Little Saxham är en ort i civil parish The Saxhams, i distriktet West Suffolk i grevskapet Suffolk i England. Orten är belägen 5 km från Bury St Edmunds. År 1988 blev den en del av den då nybildade The Saxhams. Parish hade 92 invånare år 1961.